# Dorothy Bohm
Dorothy Bohm, née le 22 juin 1924 à Königsberg (actuellement Kaliningrad) et morte le 15 mars 2023 à Londres, est une photographe britannique d'origine allemande ayant principalement habité à Londres, connue pour ses portraits, ses photographies de rue, son utilisation précoce de la couleur et ses clichés de Londres et de Paris ; elle est considérée au début des années 2020 comme l'une des doyennes de la photographie britannique.

## Biographie
Dorothy Bohm née le 22 juin 1924 à Königsberg (aujourd'hui Kaliningrad, en Russie), alors situé en Prusse orientale, au sein d'une famille germanophone d'origine juive et lituanienne. Elle se nomme alors Dorothea Israelit. De 1932 à 1939, elle vit avec sa famille en Lituanie, d'abord à Memel (aujourd'hui Klaipėda), puis à Šiauliai. En 1939, elle est envoyée en Angleterre pour échapper au persécutions nazies dont sont victimes les juifs,. Elle séjourne d'abord dans un pensionnat à Ditchling dans le Sussex puis à Manchester, où son frère, arrivé plus précocement en Grande-Bretagne, est étudiant. C'est dans cette ville qu'elle rencontre Louis Bohm, étudiant d'origine juive polonaise, qu'elle épouse en 1945.
Dorothy Bohm découvre peu après son arrivée en Grande-Bretagne les portraits réalisés par Germaine Kanova et occupe un poste d'assistante dans son studio photo. Impressionnée par ses œuvres, elle décide de devenir photographe,. Elle étudie la photographie au Manchester Municipal College of Technology où lui est délivré un diplôme dans cette discipline. Elle obtient également un certificat en photographie dans l'école d'art City and Guilds of London Art School. Pendant la guerre, elle emploie le nom de Dorothy Alexander et s'exprime pour le compte du ministère britannique de l'information sur la situation en Allemagne sous le régime nazi.
À partir de 1942 et pendant quatre ans elle travaille avec le photographe Samuel Cooper comme portraitiste avant de créer en 1946 son propre studio, le Studio Alexander à Manchester. Elle vend le studio Alexander en 1958. Les œuvres de cette période seront exposées plusieurs décennies plus tard.
À partir de la fin des années 1940, Dorothy Bohm accompagne son mari qui travaille pour une société pétrochimique dans de nombreux déplacements à l'étranger. En 1947, elle acquiert la nationalité britannique et effectue la première de ses nombreuses visites à Paris, où elle vivra ensuite avec son mari de 1954 à 1955. Dans les années 1950, elle séjourne à New York et à San Francisco. Elle se rend en 1956 au Mexique, où elle photographie pour la première fois en couleur. À partir de 1956, elle s'installe dans le quartier d'Hampstead.
En 1961, elle voyage en URSS dans le but de retrouver ses parents à Riga. Son père a été interné dans des goulags en Sibérie entre 1940 et 1953 ; sa mère et sa jeune sœur ont également été enfermées dans un camp de femmes en Sibérie. Elle parvient à les faire venir en Angleterre en 1963.
Dorothy Bohm a deux filles : Monica, née en 1957, et Yvonne, née en 1960. Monica Bohm-Duchen deviendra historienne de l'art et conservatrice.
En 1994, son mari Louis Bohm meurt d'une crise cardiaque lors d'un voyage du couple en Irlande.
Dorothy Bohm s’éteint à Londres le 15 mars 2023, à l'âge de 98 ans.

## Œuvre photographique
À la fin des années 1950, Dorothy Bohm abandonne le portrait en studio au profit de la photographie de rue, mais elle travaille toujours principalement en noir et blanc. En 1980, André Kertész la persuade d'expérimenter la couleur, ce qu'elle fait pendant deux ans à l'aide d'un appareil photo instantané Polaroid SX-70. À partir de 1984, elle utilise des négatifs couleur et à partir de 1985, elle travaille exclusivement en couleur, utilisant principalement des films négatifs couleur Kodak de 200 ASA.
Ses premiers clichés de photographie de rue sont décrits par Monica Bohm-Duchen comme des "photographies de rue humanistes, saisissant l'instant à la manière d'Henri Cartier-Bresson", tandis que "les gens sont souvent surpris par la jeunesse et l'éclat de ses travaux en couleur. Elle se concentre sur des fragments du paysage urbain [...] qui sont autrement négligés. Ces photographies ont une qualité abstraite ; il y a une ambiguïté spatiale délibérée et vous n'êtes pas tout à fait sûr de ce que vous regardez. Mais rien n'est manipulé - elle ne travaillera toujours qu'avec des films".
En 1969, une exposition intitulée Spectrum est organisée à  l'Institute of Contemporary Arts. Elle est organisée autour d'une exposition principale appelée Woman avec quatre expositions plus petites présentant des photographies de Dorothy Bohm, Don McCullin, Tony Ray-Jones et Enzo Ragazzin. L'exposition de Dorothy Bohm s'intitule People at Peace. Le succès de l'exposition encourage une de ses organisatrices, Sue Davies, à fonder la première galerie de photographie du Royaume-Uni, The Photographers' Gallery, qui ouvre ses portes en 1971. Dorothy Bohm deviendra plus tard la directrice associée de la galerie.
Dorothy Bohm visite l'Afrique du Sud pendant cinq semaines en 1974, puis expose les photographies prises lors de ce voyage à la Photographers' Gallery en avril 1975. Avec Helena Kovac, elle fonde en 1998 la Focus Gallery for Photography qui perdure jusqu'en 2004. En novembre 2009, elle reçoit le titre de membre honoraire de la Royal Photographic Society.
En 2003, Dorothy Bohm fête ses 80 ans à la Focus Gallery avec l'exposition Dorothy Bohm, Transformations : A Life in Photography, regroupant des photographies en noir et blanc et en couleur.
En 2005, dans le cadre de l'exposition Un amour de Paris au musée Carnavalet, elle fait don à ce même musée de 156 photographies (92 tirages d'époque en noir et blanc et 64 tirages numériques en couleur).

Elle déclare en 2010 à propos de son travail :
La photographie répond à mon besoin profond d'empêcher les choses de disparaître. Elle rend l'éphémère moins douloureux et conserve quelque chose de la magie particulière que j'ai cherchée et trouvée. J'ai essayé de créer de l'ordre à partir du chaos, de trouver la stabilité dans le flux et la beauté dans les endroits les plus improbables.

## Publications
- (en) Dorothy Bohm et Roland Penrose (introduction), A World Observed, London, Hugh Evelyn, 1970
- (en) Dorothy Bohm et Ian Norrie, Hampstead : London Hill Town, London, Wildwood House, 1981 (ISBN 0704530600)
- (en) Ian Norrie et Dorothy Bohm, A Celebration of London, Walks around the Capital, London, André Deutsch, 1984 (ISBN 0233975012)
- (en) Dorothy Bohm et Nissan Perez (texte), Jerusalem : The Israel Museum, 1986 (ISBN 9652780499)
- (en) Dorothy Bohm et Ian Jeffrey (texte) (préf. Lawrence Durrell), Egypt, London, Thames & Hudson, 1989 (ISBN 0500541507)
- (en) Dorothy Bohm et Ian Jeffrey (texte), Venice, London, Thames & Hudson, 1992 (ISBN 050054171X)
- (en) Dorothy Bohm et Ian Jeffrey (texte), Colour Photography 1984–94, London, The Photographers' Gallery, 1994 (ISBN 0907879446)
- (en) Dorothy Bohm, Amanda Hopkinson (texte) et Ian Jeffrey (texte), Sixties London, London, Lund Humphries / The Photographers' Gallery, 1996 (ISBN 0853316996)
- (en) Dorothy Bohm, Mark Haworth-Booth (texte) et Monica Bohm-Duchen (texte), Walls and Windows, London / Bath, Lund Humphries / The Royal Photographic Society, 1998 (ISBN 0853317186)
- (en) Dorothy Bohm, Martin Harrison (texte) et Jessica Duchen (texte), Inside London, London, Lund Humphries / The Photographers' Gallery, 2000 (ISBN 0853317801)
- (en) Dorothy Bohm et Martin Harrison (texte), Breaks in Communication, Göttingen, Steidl, 2002 (ISBN 3882438134)
- (hu) Mátyás Sárközy et Dorothy Bohm (photographies), Albion köd nélkül, Pécs, Jelenkor Kiadó, 2004 (ISBN 9636763577)
- Dorothy Bohm, Mark Haworth-Booth (texte), Lynne Woolfson (texte) et Françoise Reynaud (texte), Un Amour de Paris, Paris, Paris Musées, 2005 (ISBN 2879008964)
- (en) Dorothy Bohm, Ambiguous Realities by Dorothy Bohm, Ben Uri Gallery and Museum, 2007 (ISBN 978-0900157103)
- (en) Dorothy Bohm et Monica Bohm-Duchen (texte), Ambiguous Realities : Colour Photographs by Dorothy Bohm, London, Ben Uri Gallery, 2007 (ISBN 0900157100)
- (en) Dorothy Bohm, Monica Bohm-Duchen (texte), Colin Ford (texte) et Ian Jeffrey (texte), A World Observed, 1940–2010 : Photographs by Dorothy Bohm, London / Manchester, Philip Wilson / Manchester Art Gallery, 2010 (ISBN 0856676888 et 0901673765)
- (en) Dorothy Bohm, About Women, Stockport, Cheshire, Dewi Lewis, 2016 (ISBN 978-1-907893-81-0)

## Expositions
- 1969, People at Peace, dans Four Photographers in Contrast (avec Don McCullin, Tony Ray-Jones et Enzo Ragazzini), Institute of Contemporary Arts, Londres[12].
- 1976, exposition de photographes londoniens à la galerie ll Diaframma, Milan. Une partie de cette exposition est montrée à la Marjorie Neikrug Gallery à New York[12].
- 1976, Impressions of South Africa, à la Photographers' Gallery, Londres[12].
- 1981, A Sense of Place, rétrospective au Camden Arts Centre, Londres[12].
- 1984, exposition de Polaroid de Londres, à la Contrast Gallery, Londres[12].
- 1986, rétrospective au musée d'Israël, Jérusalem (catalogue publié par le musée)[12].
- 1994, Dorothy Bohm : Colour Photography 1984–94, à la Photographers' Gallery, Londres (catalogue publié par la galerie)[12].
- 1997, expositions de photographies des années 1960 de Londres au musée de Londres[18].
- 1998, Walls and Windows, exposition de photographies en couleur, 1994–1998, à la Royal Photographic Society à Bath et au Royal National Theatre à Londres, accompagné d'un livre publié par Lund Humphries[12].
- 1998, exposition de photographies de natures mortes au Artmonsky Arts, Londres[12].
- 1999, rétrospective à la Focus Gallery, Londres[12].
- 1999, Colour Photographs à la Focus Gallery, Londres[12].
- 2002, exposition de photographies de Hongrie au Hungarian Cultural Institute, Londres[12].
- 2002, Breaks in Communication, exposition de grand tirages de photographies en couleur au Victoria and Albert Museum et à la Focus Gallery, Londres[12].
- 2003, exposition de photographies de Hampstead au Hampstead Museum, Londres[12].
- 2005, exposition de photographies du Mexique à la Photographers' Gallery, Londres[12].
- 2005, Un Amour de Paris, rétrospective de photographies de Paris, 1947–2003, Musée Carnavalet, Paris[12],[19] ; catalogue en anglais et en français publié par Paris Musées.
- 2005, exposition de photographies anciennes en noir et blanc de Londres et Paris, Photographers' Gallery, Londres[20].
- 2006, transposition avec moins d’œuvres présentées de l'exposition de 2005 du Musée Carnavalet au Verborgene Museum, Berlin[21].
- 2007, Ambiguous Realities : Colour Photographs by Dorothy Bohm, exposition à la Ben Uri Gallery, Londres[22].
- 2007, Israel in Black and White : Photographs by Dorothy Bohm, exposition au Corman Arts, Londres[23].
- 2010, A World Observed 1940-2010, rétrospective, Manchester City Art Gallery, 24 avril - 30 août[24].
- 2010, Dorothy Bohm Vintage Photographs, exposition au Zoe Bingham Fine Art, Londres[25].
- 2011, A World Observed 1940-2010, rétrospective, Sainsbury Centre for Visual Arts, Norwich[24],[26].
- 2012, Seeing and Feeling, exposition à la Margaret Street Gallery, Londres.
- 2016, Sixties London, exposition au Jewish Museum, Londres[27].
- 2018-19, Little Happenings : Photographs of Children, exposition au V&A Museum of Childhood, Londres[28].

- 2019, exposition de photographies en couleur à la Avivson Gallery, Highgate, Londres, 9 mai - 14 juin[29].

## Expositions groupées
- 1978, Paris Seen, Graves Art Gallery, Sheffield[12].
- 1989, City Lights, Goldsmiths' College, Londres[12].
- 2003, London Cultural Capital, The Photographers' Gallery, Londres[12],[30].
- 2007, How We Are : Photographing Britain, Tate Britain, Londres[9].
- 2012, Another London : International Photographers Capture City Life 1930–1980, Tate Britain, Londres[31].

## Collections permanentes
- Victoria and Albert Museum, Londres.
- Tate (musées), Londres et autres musées.
- Musée Carnavalet, Paris, où son nom est gravé depuis 2005 à l'entrée, sur l'une des quatre plaques des grands donateurs :
  - pour des portraits photographiques en noir et blanc de marchandes des Halles de Paris dans les années 1950, par exemple.